# Оклі (Канзас)
Оклі (англ. Oakley) — місто (англ. city) в США, в округах Логан, Томас і Гов штату Канзас. Населення — 2046 осіб (2020).

## Географія
Оклі розташоване за координатами 39°7′33″ пн. ш. 100°51′15″ зх. д. / 39.12583° пн. ш. 100.85417° зх. д. (39.125850, -100.854269).  За даними Бюро перепису населення США в 2010 році місто мало площу 5,02 км², уся площа — суходіл.

## Демографія
Згідно з переписом 2010 року, у місті мешкало 2045 осіб у 920 домогосподарствах у складі 562 родин. Густота населення становила 407 осіб/км².  Було 1035 помешкань (206/км²).
Расовий склад населення:
| - 96,6 % — білих - 0,6 % — корінних американців - 0,4 % — чорних або афроамериканців - 0,4 % — азіатів |

До двох чи більше рас належало 1,4 %. Частка іспаномовних становила 2,8 % від усіх жителів.
За віковим діапазоном населення розподілялося таким чином: 22,1 % — особи молодші 18 років, 55,3 % — особи у віці 18—64 років, 22,6 % — особи у віці 65 років та старші. Медіана віку мешканця становила 44,8 року. На 100 осіб жіночої статі у місті припадало 92,4 чоловіків;  на 100 жінок у віці від 18 років та старших — 89,1 чоловіків також старших 18 років.
Середній дохід на одне домашнє господарство  становив 62 524 долари США (медіана — 45 500), а середній дохід на одну сім'ю — 80 281 долар (медіана — 63 378). Медіана доходів становила 34 375 доларів для чоловіків та 30 859 доларів для жінок. За межею бідності перебувало 8,1 % осіб, у тому числі 7,0 % дітей у віці до 18 років та 12,6 % осіб у віці 65 років та старших.
Цивільне працевлаштоване населення становило 946 осіб. Основні галузі зайнятості: освіта, охорона здоров'я та соціальна допомога — 22,9 %, роздрібна торгівля — 16,2 %, сільське господарство, лісництво, риболовля — 11,0 %, публічна адміністрація — 9,2 %.